# われら青春
『われら青春』（われらせいしゅん）は、フジテレビ系列の『東芝土曜劇場』枠で1962年に放送されたテレビドラマである。
後年日本テレビ系列で放送される『われら青春!』とは関係無い。

## ストーリー
戦争孤児を含む若者5人が共同生活をしながら、明るく前向きに生きる姿を描いた。
。

## 放送日時
1962年（昭和37年）7月7日 - 1963年（昭和38年）4月27日 毎週土曜日20:00～21:00

## 放送期間
60分枠で1年間の予定だったが、スポンサーから難色を示され、途中打ち切りとなった。

## スタッフ
- 脚本：奥園守[1]、寺島アキ子[2]
- 演出：森川時久 - このテーマを温めつづけ、1966年（昭和41年）の「若者たち」を生み出した[1]。

## 主題歌
- われら青春（東芝フォノブック、1963年）
  - 作詞：岩谷時子
  - 作曲：佐藤勝
  - 歌唱：克美しげる

## 出演
- 新田昌玄
- 丹羽研二
- 寺田農
- 金井進二
- 賀来敦子
- 渚健二
- 田上和枝